# ぶらくり丁商店街

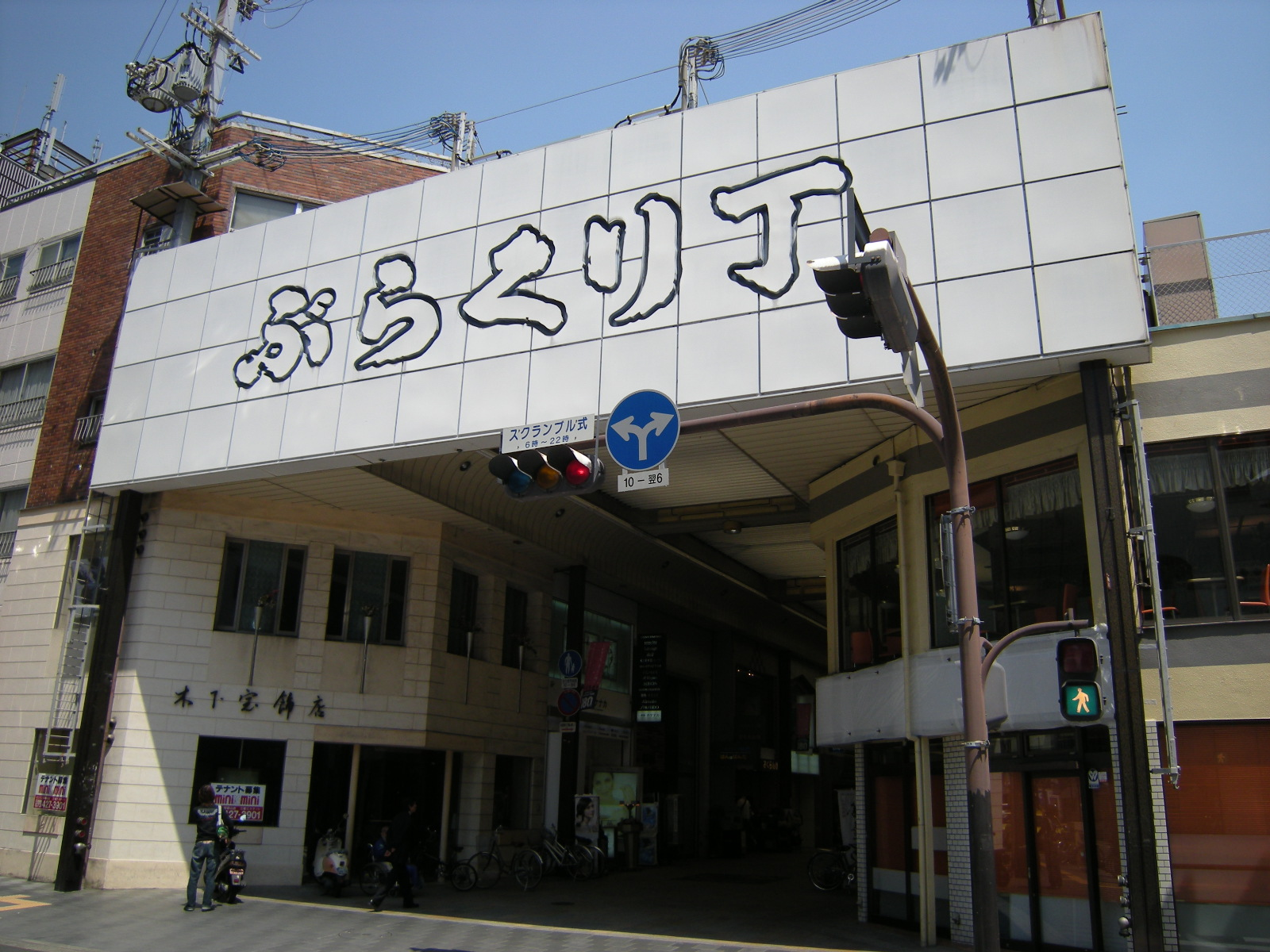
本町通り側のぶらくり丁アーケード入口（2010年5月）
右の空き店舗が4月末閉店のマクドナルド跡地

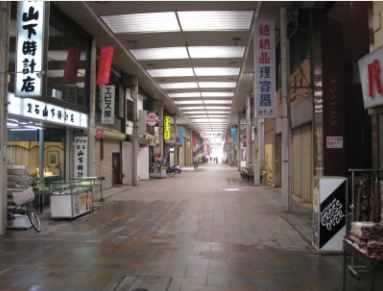
ぶらくり丁のアーケード街
（2008年）

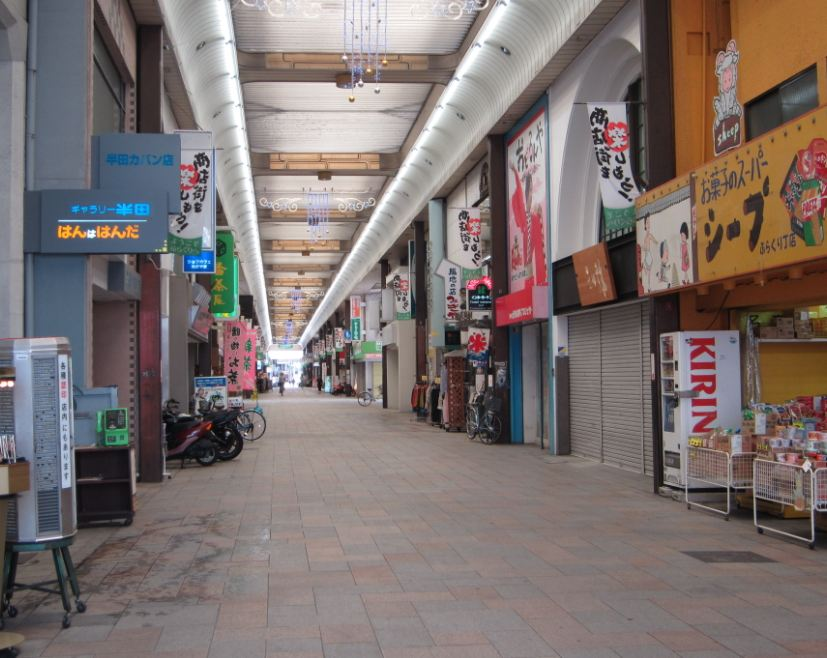
ぶらくり丁のアーケード街
（2012年）

ぶらくり丁商店街（ぶらくりちょうしょうてんがい）は、和歌山県和歌山市の中心的な商店街・歓楽街である。和歌山駅と和歌山市駅の中間に位置している。ひらがな表記の「ぶらくり丁」が正式だが、和歌山バスの停留所名ではカタカナ表記の「ブラクリ丁」を用いている。

## 概要
単独の商店街としてのぶらくり丁商店街も存在するが、一般に本町（本町通り）、ぶらくり丁、中ぶらくり丁、東ぶらくり丁、ぶらくり丁大通り、北ぶらくり丁の6商店街の総称として用いられる。ぶらくり、ぶらくり丁、本町、二丁目ともいわれる。この6商店街で総店舗数公称250店の和歌山市中央商店街連合会を形成している。
ぶらくり丁は歓楽街としても繁栄していた。「以前は歩けば互いの肩がぶつかるぐらいにごったがえし」たという賑わいは、古都清乃の「和歌山ブルース」でも歌われ、ぶらくり丁近くには記念碑も設置されている。しかしぶらくり丁の商店街が衰退するにつれ、歓楽街もかつてほどの活気はなくなっている。

## 歴史

### 発祥
和歌山城丸の内と城下を結ぶ京橋から北に延びる大手通りに沿って町が形成され、南北に幅3間（約5.4m）、東西の横丁に幅2間（約3.6m）に延びる通りであったという。1830年（天保元年）に、この一帯が大火により焼失した後に、町大年寄の和田九内正主が横丁で商売することを願い出たのを機に、食料品や衣料品等を扱う商人が集まってきたのが商店街の始まりである。
間口の狭い店が多かったため、その商人たちが商品をぶらくって（吊り下げての意）軒先を飾っていたのがぶらくり丁という名前の由来であると言われるほか、「ぶらぶら歩く」が由来との説もある。
以来、和歌山城城下町の一部を形成し、紀州藩を代表する繁華街、歓楽街として栄華を極めた。

### 近代以降の繁栄
明治以降も和歌山の繁栄は続いた。和歌山市は1889年（明治22年）4月1日、関西では神戸、姫路、堺と同時に市制施行した。同時に誕生した全国39市中、和歌山市は人口48,131人で13番目の多さを誇った。この繁栄を背景に、ぶらくり丁は和歌山県を代表し大阪市以南でも最大の繁華街として繁栄した。1891年（明治24年）に開業した松尾呉服店が1932年（昭和7年）10月に丸正百貨店として百貨店化して商店街の中核となり、昭和初期には大阪ミナミと肩を並べるほどの繁華街・歓楽街となった。
買い物客の前には人の頭しか見えないほどでまっすぐ歩けないとまで言われたほどにぎわう繁華街であり、全盛期には「シネマプラザ築映」や「和歌山東映シネマ」「和歌山帝国座」など映画館が5館以上あって和歌山県内各地や大阪泉南地域などからの客を集めており、1970年（昭和45年）にはジャスコ和歌山店、1971年（昭和46年）には大丸和歌山店も進出するなど、1970年代ごろまでは繁栄していた。

### 和歌山大学の移転による影響
1986年（昭和61年）に和歌山大学が吹上地区と高松地区にあった2つのキャンパスを移転し、和歌山市郊外の大阪府との府県境に近い栄谷キャンパスへ統合したことにより、学生など大学関係者の往来が減少して学生相手の廉価な衣料品店、食料品店、本屋などがなくなった。

### 交通不便な立地
当商店街は全国の人通りの多い商店街に共通するような、鉄道のターミナル駅から伸びる幹線道路に並行した構造ではない。JR和歌山駅から西汀丁交差点までは約2kmと遠く、南海和歌山市駅からも離れている。路面電車（南海和歌山軌道線）廃止後は交通手段が和歌山バスの路線バスしかなく、鉄道駅から徒歩で移動するには遠いことが課題となった。
またモータリゼーションの進展に伴い、商店街付近に大きな無料駐車場がないため、郊外の大型店（ロードサイド店舗、ショッピングモール）や、大阪府南部に進出した大型店の台頭によって客を奪われた。

### 丸正百貨店の破綻

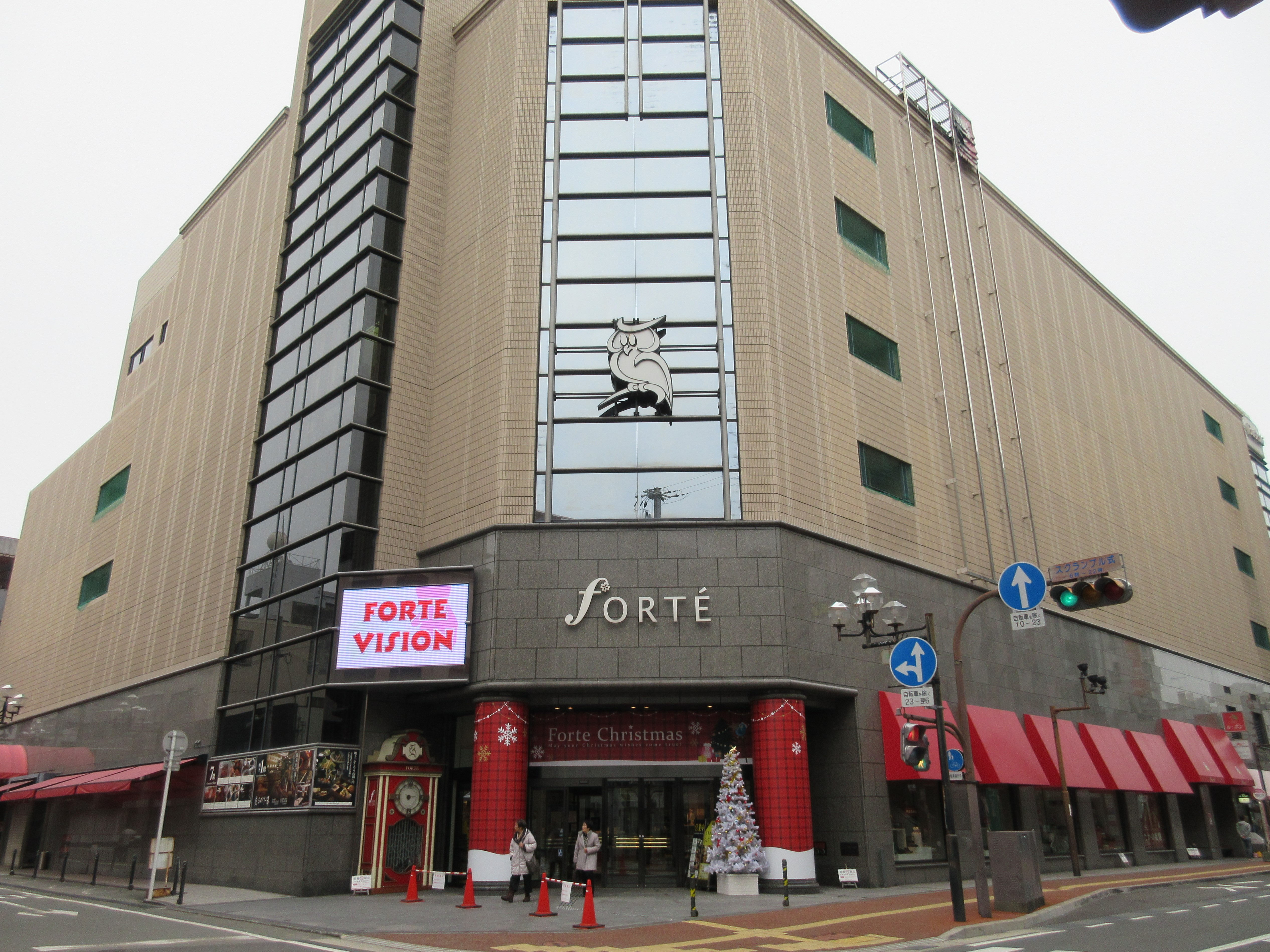
フォルテワジマ（旧丸正百貨店）

こうした交通不便な立地が災いし、1987年（昭和62年）4月24日には和歌山近鉄百貨店がJR和歌山駅前の和歌山ターミナルビルへ移転した。駅前へ移転し利便性を高めた和歌山近鉄百貨店は、ぶらくり丁の中核店舗である丸正百貨店の顧客を奪って地域一番店となった。これに対抗し、丸正百貨店も1990年（平成2年）10月に新店舗を建設した。
しかし2000年（平成12年）春には、和歌山近鉄百貨店がJRの引き込み線跡地を活用する形で増床し、売場面積32,400m2として品揃えでも優位に立った。

丸正百貨店は百貨店同士での競合でも追い詰められ、2001年（平成13年）2月26日に自己破産を申請して閉店に追い込まれた。
こうした地域の衰退を受け、商店会や地元有志により2000年（平成12年）3月にまちづくり機関 (Town Management Organization, TMO) 株式会社ぶらくりが設立され、民間主導の団体として地域活性化に取り組むこととなった。

丸正百貨店の跡地は当時、地元の不動産業者である和島興産が所有していた。当時の和歌山市長旅田卓宗は跡地に公立大学を設立するとして、仮称「公立和歌山創造大学」構想を打ち出したものの、2002年（平成14年）7月に和歌山市議会で否決された。これを受けて旅田は直ちに「民意を問う」として辞職し市長選に再出馬したものの、元和歌山県知事大橋正雄の長男で毎日新聞記者だった大橋建一に大敗を喫した。
2003年（平成15年）に和島興産とは無関係な別の地元不動産業者が再生計画を作ったが、本館の計画は実現せず、2004年（平成16年）に北別館のみをレストラン・音楽スタジオなどの複合施設として開業したものの、短期間で経営破綻に追い込まれてしまった。

### 和歌山バスとの協働事業

#### ぶらくり丁ループバス
先述のとおり、ぶらくり丁の衰退の大きな原因として交通アクセスの不便さがあった。これを改称すべく、株式会社ぶらくりはシャトルバス「ぶらくり丁ループバス」の運行を計画した。株式会社ぶらくりの計画では、ぶらくり丁を経由してJR和歌山駅と南海和歌山市駅を結ぶ循環運転としていた。既存路線と重複しないルートを選定した上で地元のバス事業者に運行を委託し。運賃は100円均一のワンコインバスとして、商店街の各店舗が発行するバスチケットも利用可能とする予定であった。
和歌山市もこれに同意し、市の予算でバスを2台購入。環境に配慮して燃料を天然ガス (NGV) に改造した車両とした。専用車両はパンダを模した車体と路面電車を模した車体を架装した特装車で、マイクロバスの三菱ふそう・ローザを採用し、車内行先表示にはLEDを採用するなど豪華装備であった。またバリアフリーに配慮して車体後部扉にはリフトを装備し車椅子での乗車も可能とした。そして2001年（平成13年）3月25日から「ぶらくり丁ループバス」が運行開始、同日に記念式典が行われた。運行は和歌山バスに委託し、毎日10時から19時まで10分間隔の高頻度で運行された（火曜運休）。
しかし市の事業として運行されたため、株式会社ぶらくりが計画した鉄道駅を結ぶルートから、当時経営難であった市営駐車場とぶらくり丁を結ぶルートへ変更された。その結果、バスの利用者はほとんどなく空気輸送と化した。また運賃無料とされたことから市税負担が多大となった。そのため、わずか1年後の2002年（平成14年）3月に「ぶらくり丁ループバス」は廃止された。
2001年（平成13年）6月の和歌山県議会議事録には「ぶらくり丁ループバス」について以下のような記録がある。

#### 100円バス券サービス事業
和歌山市中心市街地活性化基本計画の策定後は、バス事業者との協同事業として、中心市街地内各主要施設と連携したバス一日乗車券「城まち1日周遊切符」を発行するなどした。
2009年（平成21年）2月20日からは、中心市街地活性化基本計画の事業として「100円バス券サービス」を開始。ぶらくり丁の6商店街で構成される和歌山市中央商店街連合会は、和歌山バスと市の協力を受け、路線バスでの来訪をPRする事業を行った。商店街連合会として公共交通機関と協力するのはこれが初となる。
参加店には「バス100円補助券参加店」のステッカーが貼られ、2,000円以上の買い物で100円分のバス補助券を1枚配布する。参加店は同事業の事務局で1枚100円の券を1冊（1000円）単位で購入し、1枚100円のうち和歌山バスへ95円、同事業の運営費として5円が補填される。バス補助券は有効期限は発行日から2か月間で、和歌山バスと和歌山バス那賀の路線バスで利用でき、ぶらくり丁へ行かなくても利用可能。同連合会に加盟する約200店のうち、2月10日時点で同事業への参加店はファーストフード店や洋服店など33店舗だったが、参加店は随時募集しさらに増える予定としていた。
同連合会では「高齢者など運転免許を持たない人に喜んでもらえるサービス。中心市街地が便利で楽しいところだと再認識してほしい」「バスを利用すれば、郊外よりも中心市街地の方が行きやすい。このサービスが多くの商店街にも波及すれば」と抱負を述べた。

### 相次ぐ店舗撤退
丸正百貨店が破産する前の1998年（平成10年）12月には、大丸和歌山店も狭小な売場や駐車場不足による競争力低下を理由に撤退した。
丸正百貨店破綻直後の2001年（平成13年）5月には、和歌山ビブレ（旧ニチイ和歌山店）が閉店した。
その後も2004年（平成16年）12月に郊外に10スクリーンと大型駐車場を備えたシネマコンプレックスが開業した影響で2005年（平成17年）2月末に「和歌山東映シネマ」、同年8月末に「シネマプラザ築映」が廃業し、映画館がすべてなくなった。
2009年（平成21年）10月11日には、家電量販店のジョーシンコバヤカワが閉店、2010年（平成22年）4月30日には商店街入口のマクドナルド和歌山ぶらくり丁店が閉店した。
こうして集客力のある大規模小売店舗が全て閉店する事態となり、衰退傾向は一気に加速した。

### ビブレ撤退と公営ギャンブル施設誘致計画
和歌山ビブレ跡地の活用策として、2004年（平成16年）に場外舟券売場の誘致が計画されたが、市民から反対運動が巻き起こり、市議会への請願やデモ行進などが行われた。結局、ビルの解体撤去が決定し、2007年（平成19年）3月に場外舟券売場の誘致計画は頓挫した。
しかし2007年（平成19年）8月には、ドン・キホーテぶらくり丁店北側の元タクシー会社駐車場跡に場外舟券売場を作るという計画が明らかにされた。2009年（平成21年）4月9日、和歌山市長宛に設置に関する同意願と事業計画書の概要が提出された。これについてはぶらくり丁大通り商店街が設置に賛成し、推進派は「町が活性化するために何かが必要だ」、「町内ににぎわいを取り戻すために必要だ」」と主張したが、反対派は再び市議会への請願やデモ行進を行うなどして対抗した。
2008年（平成20年）には、設置の前提条件である「設置場所が含まれる単位自治会」にあたる本町地区第11区が、計画に対して一旦は市長に推進の要望書を出したが、本町36地区のうち27地区の自治会が市長に反対決議を提出し、2008年（平成20年）6月に「要望書を取り下げ再度検討する方向」と発表、逆に反対派が市議会に提出した設置反対の請願書が2009年（平成21年）7月9日に市議会で可決され、計画は事実上頓挫した。
このほか、2011年（平成23年）には新たに場外馬券売場の設置計画が浮上したが、これに対して9月27日に市長宛てに反対の要望書、12月2日に市議会議長に設置反対に関する要望書が提出された。こうして公営ギャンブル施設設置を巡る賛否両派の攻防が続いたあげく、2014年（平成26年）10月22日、兵庫県競馬組合の場外馬券売り場「DASH和歌山」が開設された。

### 通行量減少と空き店舗増加
1990年代から2000年代にかけての店舗撤退の結果、ぶらくり丁7地点の休日平日の平均通行量は、1992年（平成4年）の54,147人が2010年（平成22年）には17,461人にまで激減した。
空き店舗率も2002年（平成14年）には11.51%（全278店舗中32店舗）であったが、2004年（平成16年）12月には23.23%、2006年（平成18年）9月には27.27%、2007年（平成19年）に22.71%（全273店舗中62店舗）、2008年（平成20年）度調査で24.18%、2010年（平成22年）4月には27.94%と高い状態が続き、近年はいわゆるシャッター通りと化している。
また昭和60年代以降は、和歌山市全体の人口が減少に転じ、2009年の市の報告によれば、18歳年齢人口約9,000人のうち7,000人が県外へ流出している。さらに和歌山県の人口も16年連続で減り続け、2011年（平成23年）には100万人を切った。こうした人口減少など地域全体の衰退の影響も受け、ぶらくり丁の衰勢は止まらなくなっている。

## 活性化への取り組み

### 中心市街地活性化基本計画
2007年（平成19年）8月27日に近畿第1号として国に認定された、合計53事業からなる「和歌山市中心市街地活性化基本計画」を策定し、当地区を中心とした地域の活性化策に和歌山市・和歌山県・国が取り組み始めた。
2007年10月25日には中心市街地活性化基本計画の一環として、社長が和歌山商工会議所の会頭を務めていた島精機製作所グループが丸正百貨店跡を買収し、国公私立大学や公的団体の施設が入居する複合施設「フォルテワジマ」を開業させた。
翌2008年（平成20年）6月1日からは和歌山市の「中心市街地商店街出店チャレンジ支援事業」が開始され、新規出店する店舗に対して1年を限度に賃貸料の2分の1以内（限度額月額5万円）を補助する制度等を盛り込んだものの、3か月にわたり応募は全くなかった。
2010年（平成22年）9月7日からは、和歌山市が国のふるさと雇用再生特別基金を活用して不動産案内所を美園町に開設し、中心市街地の物件を登録して紹介し、空き店舗等の有効活用や流動化を促すなど、新たな店舗の招致にも力を入れた。
その結果、八百屋も酒屋もなかった当地区に、2011年（平成23年）1月26日、八百屋「ぶらくり ふるさと館」がスポーツ用品店跡に開業。産地直送の新鮮な野菜や和歌山産醤油や梅干し、海南市の手作りこんにゃく、金屋町の金山寺味噌、地元でしか見られなかった高級品や珍品などを扱う店舗とした。
このようにして2006年（平成18年）度から2010年（平成22年）度までに、中心市街地活性化基本計画では11店舗の開設が支援された。

### 和歌山大学観光学部誘致の頓挫
2008年（平成20年）4月には和歌山大学に観光学部が新設されることとなり、国立大学法人としては初の観光学部設置として注目された。これにより、旅田卓宗市長時代に頓挫した大学設立構想が再燃し、旅田の後継で市長に就任した尾崎吉弘市政下で和歌山大学観光学部の誘致運動が起きた。
和歌山大学観光学部の誘致は「学生が集まれば再生の大きな力になる」として、和歌山市中心市街地活性化基本計画の中心的な事業の一つとされていた。
2007年（平成19年）には、和歌山県、和歌山市、和歌山県商工会議所連合会、和歌山県観光連盟を含む25団体により「和歌山大学観光学部設置促進期成同盟会」が結成された。学部設置は決定したものの、2007年（平成19年）10月に入居を予定していたビルの共益費などの問題がクリアできないとして交渉が決裂し、中心市街地へのキャンパス設置は一旦白紙撤回された。
翌2008年（平成20年）8月21日、和歌山大学は中心市街地への観光学部キャンパス設置そのものを断念し、郊外にある既存の栄谷キャンパスに設置したため、大学設置の構想はまたしても頓挫することとなった。
これにより「中心市街地活性化基本計画」で掲げた「学生を中心にした活性化の拠点」の整備が宙に浮く形となった。そのため、2008年（平成20年）6月2日、フォルテワジマ6階に「和歌山大学サテライト本部」を開設。施設は広さ約260m2に40人収容の教室が2部屋と事務所で、昼間は同大学の学生が利用し、 夕方以降は市民の講座や勉強会などを行うとした。
和歌山大学の学生らが運営する「オープンカフェ」の開催、2010年（平成22年）8月21日から9月12日まで約80人が参加して「みんなの学校」で行われたゴスペル教室なども行われた。観光学部設置に比べて小規模ではあるが、こうしたソフト事業を中心とする活性化策も行われている。

### 施設整備
大学誘致に代わる事業として、以下の施設整備を行った。
- ジョーシンコバヤカワ跡にフリースペース「みんなの学校」を開設[48]、地下1階を図書コーナー、1階-2階をイベント等の開催スペースとした[48]とする学生を中心にした活性化の拠点[29]。
- 2009年（平成21年）には（11月設立、12月から本格的に事業開始）、ぶらくり丁大通りに「サブカルチャーであふれるまちを復活させるための情報発信の拠点」として「ぶらくりエンターテイメント」を開設[4]。この事業は国庫交付金を得て行われた[14]。
- 閉鎖された映画館「和歌山東映シネマ」[12]跡には、大衆演劇を1日2回程度公演する「紀の国ぶらくり劇場」を開設[48]。

### イベント開催
また、地域活性化のためのイベント開催も進められた。
- 2008年（平成20年）からは、路上やライブハウスなどで演奏を楽しめるジャズイベント[56]「ぶらくりスイング和歌山ジャズストリート」[9]を開催。同年より毎年開催[57]していたが、2017年より廃止された。

この他にも、2006年（平成18年）12月に発足した活性化委員会が中心となって
- 各店自慢の品や新規開店を紹介する[8]フリーペーパー「ぶらくりタイムス」の発行[9]
- 年末・クリスマスなどを意識した[9]店舗ディスプレイを競う[8]「ディスプレイコンテスト」[9]
- 中ぶらくり丁商店街が毎年1月7日に「七草粥」を振る舞うイベント[58]
- 2011年（平成23年）10月15日[59]には、当地区を含む和歌山市の中心市街地全体で151の飲食店が参加して自由に食べ歩きが出来るイベント「わかやま城下町バル」[60]
- 2011年（平成23年）11月23日には、ロータリークラブが主催する地元の新鮮な野菜や果物などの販売イベント「ラブらくりちょう-愛そう　あがらの町」[61]

などの各種イベントを開催している。

### 中心市街地活性化基本計画とぶらくり丁の関係
「和歌山市中心市街地活性化基本計画」については、マスメディア等ではぶらくり丁の活性化を目指す計画であるとの見方がされることが多く、わかやま新報は「活性化の目玉となる肝心のぶらくり丁の人出」、毎日新聞は「『ぶらくり丁』周辺の活性化を目指す市中心市街地活性化基本計画」などと報じている。
しかし同計画は、実際にはJR和歌山駅から南海和歌山市駅までの長さ約3km、ぶらくり丁周辺や和歌山城を含む合計186haの広範な市街地を対象としており、3kmという距離はおおむね、大阪の梅田 ‐ 心斎橋間、東京の東京駅 ‐ 御徒町間、名古屋の金山 ‐ 栄間に相当する。
同計画による事業は以下のとおり、ぶらくり丁に関係ないものも多く含まれる。
- 2012年（平成24年）3月末[19]に和歌山駅から徒歩約5分のけやき大通り沿いの倉庫跡に[63]フォルテワジマの6億円(国3億円、市2億円、県1億円)[24]を上回る約10億円の補助金(国6億円、和歌山県・和歌山市が各2億円)[64]を含む約36億円を投じたホテルとマンション、商業施設からなる[64]複合施設「けやきガーデン」[19]の建設
- 和歌山駅前での毎月第3土曜日に「わぁーと！手づくり市場」の開催[48]
- 2010年（平成22年）9月7日に[43]開設された中心市街地にある空き店舗などの不動産を登録して紹介する不動産案内所[43]の和歌山駅前への設置[48]

などぶらくり丁と競合する和歌山駅前への投資も多く、ほかにも
- 「市民茶会」や「竹燈夜」、「食祭 WAKAYAMA2010」などの和歌山城を中心に実施された観光誘客事業[19]
- 和歌山市駅前広場で2009年（平成21年）10月14日から開かれている和歌山市駅前中央商栄会主催の「市駅前朝市」[19]

### 中心市街地活性化基本計画の効果
和歌山駅と和歌山市駅は距離が離れているため、回遊してもらうには「城まちハッピーロード」を貫く公共交通軸の抜本的改善策や、レンタサイクル等の整備が必要であると指摘されている。これに対し、2010年（平成22年）にレンタサイクルの整備がなされたものの、公共交通網の改善は特に大きな対策は採られていない。また、和歌山市では日常の移動手段として自家用車・バイク・自転車を利用することが多い現状を踏まえ、核となる集客施設から半径300m以内への無料の大型駐車場の設置により、駐車場に停めてその周辺を徒歩でのんびり歩き回れるような整備が必要との指摘もあるが、計画に盛り込まれていない。
中心市街地活性化基本計画ではハード面の整備はあまり行われず、ソフト面が中心の活性化策となっている。このため、イベント時は来街者が大幅に増加するものの、その効果は一時的なものに留まっている。中核的施設であるフォルテワジマについても、和歌山商工会議所の調査では、フォルテワジマ南側の通行量は2010年（平成22年）には休日は3,550人と、2003年（平成15年）に比べ1,165人増、平日は3,381人と2003年（平成15年）に比べ492人増となるなど、現在でも一定の集客効果が見られる。しかし先述のとおり大型商業施設がこぞって撤退した影響により「集客機能・パワーが10年前と比べて著しく低下している」ため、同調査でぶらくり丁周辺11カ所の通行量は2010年（平成22年）には平日が2000年（平成12年）の40.3%減の2万6879人、休日は66.1%減の2万4873人と大きく落ち込んでいる。回遊性を示す休日の通行量は2.3倍に増やす目標に対して、実際は横ばい程度にとどまりそうで集客効果は上がっていないとされ、尼崎市や大津市などと同様に成功しているとは言えないとされる。
そのため「中心市街地活性化基本計画の効果が実感できない」という意見もある。和歌山市の平成23年度市政世論調査でも「中心市街地の活気」についての不満率が66.4%と最も不満度が高い項目となり、自由記述の回答で「ぶらくり丁や近鉄周辺の商業地域がもっと活性化するために、何か魅力的な対策を考えてほしい」との意見が見られるなど「市に限らず、ぶらくり丁に良くなってほしいとの声は全県的」という見方もある。
しかしながら、ぶらくり丁活性化・再生研究会の調査報告書では、そもそも「『中心市街地活性化策を市民は本当に望んでいるのか』について議論する場を持つことが先決」と指摘されるに至る状況に陥っている。

### 中心市街地活性化基本計画の課題
商店街の衰退を招いている要因として、和歌山地域経済研究機構の「ぶらくり丁活性化・再生研究会報告書」では「事業改善の個別相談を希望する商店主が6人に留まり、60代が大半を占める商店主のうち5割近くが後継者がいないと答えるなど、事業者の商業再生に対する意欲が不足しており危機意識が低い」と指摘している。ぶらくり丁活性化・再生研究会の調査報告書でも「地権者を含む商店経営者の自己再生の努力がまず先行しなければならない」と地元商店主達の奮起を促している。市民からも商店街の自助努力の不足が指摘されている。しかし、そうした精神論的主張に対しては「商店街が衰退する根本原因は社会や都市の構造的なもので、商店主のがんばりだけでは問題は解決しない」という批判もある。
また、ぶらくり丁活性化・再生研究会の調査報告書では「不特定多数の人々が集まる公共的な大規模施設を誘致するなど都市機能の再拡充が必要だ」と指摘された。郊外に対する投資を抑制してでも中心市街地に公共投資を行って中心市街地に誘導しようというコンパクトシティ建設へ政策転換をすべきという意見はあるものの、和歌山市は郊外から中心市街地に投資をシフトするという明確な表明は行っていない。
実際の和歌山市の施策には、これとは逆の郊外開発推進の動きも見られる。和歌山市中心市街地活性化基本計画の認定直前の2007年（平成19年）8月24日、黒潮市場やポルトヨーロッパに付随する観光商業施設として一体的に整備するためとして、市の南にある和歌山マリーナシティの商業施設に隣接する駐車場を第1種住居地域から商業地域に用途変更している。
また、郊外のふじと台で計画されたイオンモール(後のイオンモール和歌山)出店についても、2009年（平成21年）5月18日の大橋建一和歌山市長の定例記者会見で「イオンが出店をしても中心市街地の空洞化に繋がらない」と発言した。これに対しした和歌山市中心市街地活性化協議会は反発、同年8月10日付で和歌山市長宛てに提出した意見書で「大型商業施設の進出が中心市街地の空洞化にはつながらないという市長の発言について、単なる希望的観測ではなく、波及効果のシミュレーション等、その具体的な根拠を明示されたい」と質問した。これに対し同月25日に開かれた第11回の同協議会で、市側が「出店規模、店舗形態等が分からないため、波及効果のシミュレーション等については行っておりません」と答えた上で、「他都市の傾向では大規模集客施設の出店による既存商店街等に及ぼす影響は、プラス面よりもマイナス面の方が大きい」「中心市街地の商業面へのマイナス影響はあると予測できます」としながらも、「本市だけの大規模集客施設の立地制限だけで、隣接する自治体の同一歩調がなければ実質的に意味のある制限とはならず、消費の市外流出だけが大きくなり、商業機能の衰退に歯止めがかからないと予測されます」と回答した。2009年（平成21年）9月14日の和歌山市議会では、大橋市長が「中心市街地としては独自の魅力や付加価値を高め、限られたパイを奪うのではなく、連携とすみわけに基づいた商業振興を図りたい。市全体の集客力が高まれば消費の市外流出に歯止めがかけられる」としてイオンモール出店について前向きな発言をした。
和歌山市中心市街地活性化基本計画の策定後に次々と郊外への大型商業施設開業容認の方向が打ち出されている。ぶらくり丁活性化・再生研究会の調査報告書では「まちづくりの中で商業主体の適正配置は可能なのか、ということについて議論する場を持つことが先決」と指摘されている。和歌山市の政策において中心市街地優先策があやふやなものとなっていることや、合意が形成されていないことも要因と見られている。長浜市の黒壁、長野県の小布施町、東京の代官山のような美しい街並みの形成を行うことが成功の鍵との意見もある。

### 中心市街地活性化基本計画終了
和歌山市は、2007年（平成19年）8月から2012年（平成24年）3月までに24億4800万円（2011年度は予算額）を投じ、中心市街地活性化基本計画を終了した。
計画終了後も、各種イベントを定期的かつ継続的に実施することで徐々に定着させ、結果として自然に人々が足を向けるような楽しい商店街として、来街者の増加を目指すとして、中心市街地の将来構想を検討するなど、集客力の回復に向けた対策を継続している。
その一環として、2012年（平成24年）5月5日には北ぶらくり丁商店街で手作りアクセサリーや陶器、革小物、洋服、洋菓子など約25のブースが約150mに渡って出店し販売やワークショップを行なうイベント「マルシェ・ド・プティパ」が開かれ、「工房の町」という個性を持った街づくりを目指そうとする新たな動きも見られる。

## 交通アクセス
主な公共交通機関は路線バスである。

### バス
- 和歌山バス - いずれも「ブラクリ丁」または「ブラクリ丁三丁目」停留所下車
  - 楠見線（86系統・88系統）JR和歌山駅、鳴滝団地方面から
  - 塩屋線（53系統・56系統）南海和歌山市駅、医大病院・和歌浦口方面から

### 鉄道
- 紀勢本線紀和駅

### 道路
- 国道24号